# 伊莎貝爾女王鎮
伊莎貝爾女王鎮（葡萄牙語：Princesa Isabel），是巴西的城鎮，位於該國東北部，由帕拉伊巴州負責管轄，面積368平方公里，海拔高度683米，2010年人口21,283，人口密度每平方公里57.84人。